# Amblyonychus titan
Amblyonychus titan is een vliegensoort uit de familie van de roofvliegen (Asilidae). De wetenschappelijke naam van de soort is voor het eerst geldig gepubliceerd in 1959 door Carrera.